# Rudi Albusberger
Rudolf „Rudi“ Albusberger (* 2. Oktober 1919 in Bockau; † 16. Februar 2022) war ein deutscher Turner und Turnlehrer.

## Leben
Albusberger stammte aus dem Erzgebirge und war gelernter Maschinenbauzeichner. Bei den Deutschen Turn- und Spielmeisterschaften 1943 erreichte er mit 216,1 Punkten im Zwölfkampf den 8. Platz. Bei Kriegsende geriet er in Kriegsgefangenschaft. Damals bot er dem Lagerkommandanten an, Gymnastik zu unterrichten.
1947 kam er nach Hamburg-Bergedorf, wo er Turnlehrer bei der Bergedorfer Turnerschaft von 1860 wurde, die 1965 in der TSG Bergedorf aufging. 1948 heiratete er. Er gehörte der deutschen Nationalmannschaft an.
Von 1964 bis zu seiner Pensionierung war er als Turnlehrer für angehende Sportlehrer an der Philipps-Universität Marburg tätig. Ende der 2000er Jahre kehrte er auf Wunsch seiner Frau gemeinsam mit ihr zurück nach Hamburg.